# 米口袋状棘豆
米口袋状棘豆（学名：Oxytropis gueldenstaedtioides）为豆科棘豆属下的一个种。